# 新納忠勝
新納 忠勝（にいろ ただかつ）は、戦国時代の武将。新納氏8代当主。

## 生涯
延徳3年（1491年）、7代当主・新納忠武の子として誕生。
大隅国志布志領主で、父の代から周囲の豪族と対立しつつ領土を拡大し、最盛期には本領に加え財部・大崎・末吉等を領していた。
享禄元年（1528年）、日向国の日向伊東氏が南進してくると、冷水原で交戦した後に都城の北郷忠相に救援を求めるが、忠勝を快く思っていなかった忠相は伊東氏と手を組みを攻めてきたため敗走した。その後も伊東氏は日向南部への侵攻を繰り返したため、島津氏豊州家・北郷氏・北原氏等の諸豪族は連合を組んで対抗したが、忠勝はこれに組み入れずに自己の勢力拡大を図った。
島津氏宗家で島津忠良・貴久親子と勝久・実久の対立が起きると、実久は日向南部の諸豪族を味方につけ忠良らに対抗しようとした。実久は忠勝の跡を継いだ忠茂も誘ったが、忠勝が実久側についた豊州家の島津忠朝や北郷忠相を嫌っていたためこれを拒否。そのため天文7年（1538年）、島津忠朝・北郷忠相・肝付兼続らに攻撃される。新納氏の諸城は次々と陥落したため、忠良らの援軍を得られぬままに降伏した。子・忠茂は伊東氏を頼って佐土原へ亡命し、忠勝は次男・忠常と共に島津忠朝の許に身を寄せた。こうして新納氏の所領は豊州家・北郷氏によって分割され、新納本家は没落した。天文18年（1549年）、死去。
なお、島津氏の家臣として活躍する新納忠元等は新納氏の庶流にあたる。新納本家もその後島津氏に仕え、江戸時代までその血脈を伝えている。